# Lilla
Lilla er farvetoner mellem rød og blå, og omfatter blandt andet indigo og violet.
| 1 | 2 | 3 | 4 | 5 | 6 | 7 | 8 | 9 | 10 | 11 | 12 | 13 | 14 | 15 |

## Hvad er lilla
Lilla er en sekundær farve og komplementærfarve til primærfarven gul. Komplementærfarver fremhæver hinanden, og er hinandens modsætninger. Ønsker man at fremhæve en lilla nuance i et maleri, sammensætning af tøj eller andre situationer, bruges gul til dette. Lilla konstrueres af primærfarverne rød og blå. Forskellige nuancer af lilla fås ved at variere forholdet mellem den røde og den blå og hvid for at få den perfekte lilla farve.
Lilla kan både være en varm og kold farve, afhængig af hvilke andre farver den sættes sammen med. Dog regnes den for det meste for en kold farve. 

Visse farver er mere dominerende andre. For eksempel er lilla en mindre dominerende farve, og der behøves mere lilla for at skabe balance i for eksempel et maleri.

## Lilla vs. Violet
Violet og lilla misforstås tit af mange, som at være den samme farve[kilde mangler]. Det er de ikke. Violet er en spektralfarve, altså en naturlig farve, der har sin egen bølgelængde, nemlig 380-440 nm. Violet kan af nogle ses i en regnbue. Lilla er derimod ikke en spektralfarve. I et spektrum optaget i et laboratorium kan man se den lilla farve. Man bruger en ”modsat” spalte og lader lyset løbe igennem et prisme derefter. Man kan se den lilla farve, fordi det spektrum man nu kan se, er komplementærfarver til det naturlige spektrum. Det er altså et komplementærspektrum. Lilla ses som komplementær til gul, som findes i det naturlige spektrum. Blå er komplementær til orange, ligesom rød er det til grøn. 
Men farver som lilla og grålilla eksisterer ikke som spektralfarver. Lilla er en farveblanding kombineret af røde og blå bølgelænger, altså ikke én. Når øjet ser en lilla farve, ser det blåt og rødt. Men fordi det blå og røde lys observeres og sendes videre til hjernen som en enkelt information, registrerer hjernen lyset som en farve; lilla.

## Lillas symbolik
Lilla har mange forskellige symbolske betydninger, afhængig af hvilket land man befinder sig i, eller hvilken religion man har osv.
Nogle af de mest brugte er disse:
- Royalitet.
- Luksus.
- Helbred.
- Sofistikerethed.
- Feminisme og romantik.
- I kirken er lilla farve for advent og faste.
- I Kina er lilla sorgens farve.
- I Thailand er lilla klæder båret af enker, der stadig er i sorg.
- Lilla klæder kan være en symbol på autoritet og status.
- Lilla i et barneværelse siges at stimulere og udvikle barnets fantasi.
- Men da lilla ikke er en naturlig farve; kan den også virke kunstig. For eksempel bryder mange sig ikke om at spise lilla mad, da det ikke er særlig appetitvækkende, netop fordi den ikke er naturlig hos spiselige ting.